# Thomaston (Maine)
Pour les articles homonymes, voir Thomaston.
Thomaston est une ville du comté de Knox, située dans le Maine, aux États-Unis. 
Lors du recensement de 2010, sa population s’élevait à 2 781 habitants. Réputé pour son architecture antique, Thomaston est un vieux port populaire auprès des touristes. La ville a été nommée d’après le major-général John Thomas. 

## Histoire
Dès 1630, un poste de traite a été établi sur la rive est de la rivière Saint-Georges, alors considérée comme la frontière entre la Nouvelle-Angleterre et la Nouvelle-France. En 1719-1720, l’ancien poste de traite a été remodelé en Fort St. George protégé par deux blockhaus. 
Pendant la Guerre de la Conquête, le site fut l'objet de plusieurs affrontements entre les Anglais et les Français. Les hostilités ont cessé avec la chute de Québec en 1759. De nombreux colons sont arrivés après la guerre d’indépendance en 1783. Le général Henry Knox a construit son manoir à Thomaston en 1793-1794.
La ville a prospéré au début du XIXe siècle en tant que centre portuaire et de construction navale. 
Thomaston a abrité la prison d’État du Maine jusqu’en 2002, date à laquelle elle a déménagé à Warren et l’ancien établissement a été démoli. La prison était localement célèbre pour avoir inspirer la prison dans le film Les Évadés. La ville a également été un lieu de tournage pour le film de 1996 La Peau sur les os.

## Géographie
Selon le Bureau du recensement des États-Unis, la ville a une superficie totale de 11,48 milles carrés (29,73 km2), dont 10,94 milles carrés (28,33 km2) de terres et 0,54 milles carrés (1,40 km2) d’eau. Thomaston est drainé par les rivières St. George, Weskeag,  Mill et  Oyster.

## Personnalité liée à la ville
- Henry Knox (1750-1806), compagnon d'armes de George Washington, s'installe dans la ville en 1795 après sa retraite militaire et politique

## Galerie

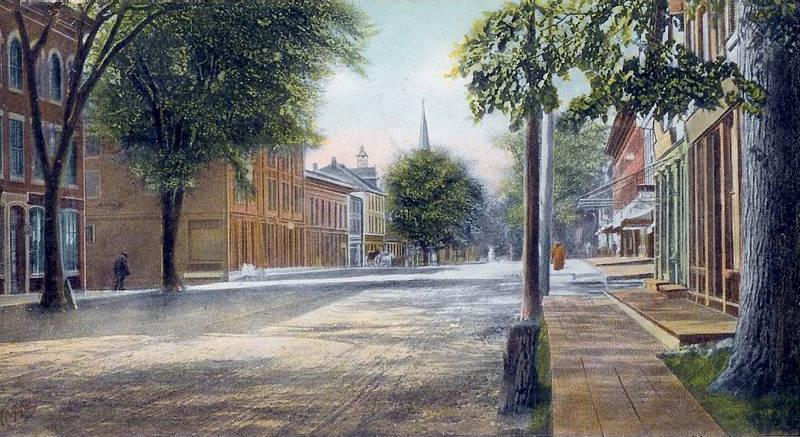
Rue principale en 1906
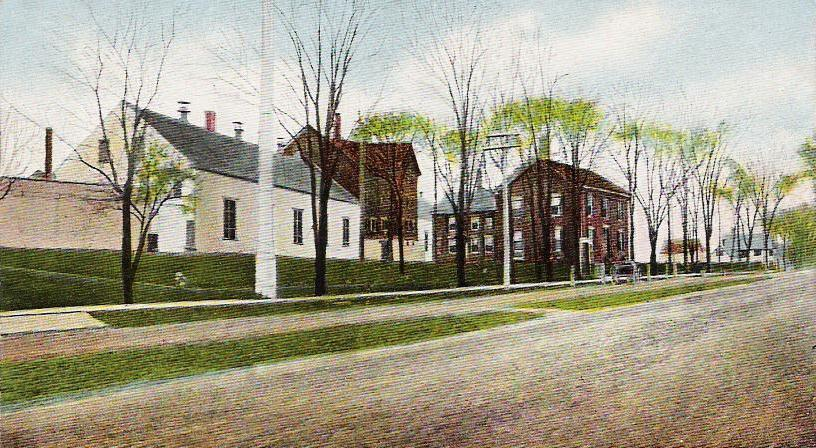
Prison en 1905
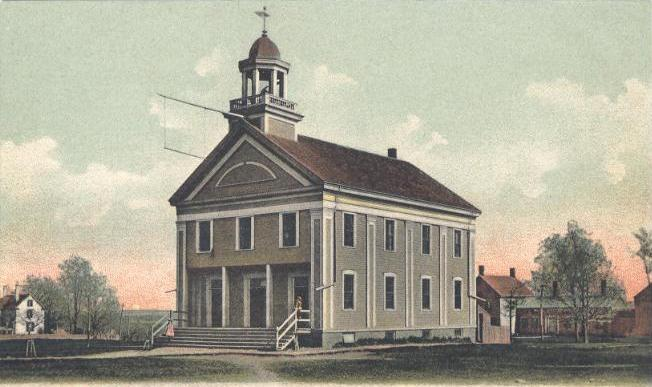
Old High School vers 1905
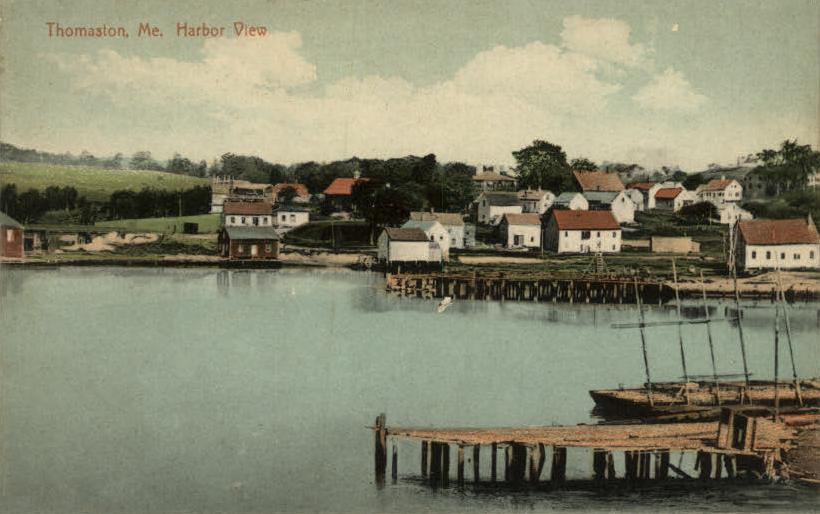
Vue du port en 1908

## Source
- (en) Cet article est partiellement ou en totalité issu de l’article de Wikipédia en anglais intitulé « Thomaston, Maine » (voir la liste des auteurs).